# تشن ون-هواي
تشن ون-هواي (مواليد 23 فبراير 1997) هي رباعة تايوانية فازت بالميدالية البرونزية في الألعاب الأولمبية الصيفية 2020 في وزن 64ك.

## روابط خارجية
- تشن ون-هواي على موقع الاتحاد الدولي (الإنجليزية)
- تشن ون-هواي على موقع IAT Database Weightlifting (الألمانية)
- تشن ون-هواي على موقع اللجنة الأولمبية الدولية (الإنجليزية)
- تشن ون-هواي على موقع أوليمبيديا (الإنجليزية)